# Danh sách đơn vị hành chính Hồ Nam
Tỉnh Hồ Nam, Trung Quốc được chia ra thành các đơn vị hành chính sau:
- 14 đơn vị cấp địa khu
  - 13 địa cấp thị
  - 1 châu tự trị
- 122 đơn vị cấp huyện
  - 17 huyện cấp thị
  - 64 huyện
  - 7 huyện tự trị
  - 34 khu (quận)
- 2409 đơn vị cấp hương
  - 1089 trấn/ thị trấn
  - 990 hương/ xã
  - 97 hương dân tộc
  - 233 nhai đạo

Tất cả các đơn vị hành chính này được giải thích chi tiết trong bài phân cấp hành chính Trung Quốc. Danh sách sau chỉ liệt kê các đơn vị hành chính cấp địa khu và cấp huyện của Hồ Nam.
| Thành phố (địa cấp thị)                                              | Quận                                                                                           | Huyện, thành phố cấp huyện (huyện cấp thị) |
| -------------------------------------------------------------------- | ---------------------------------------------------------------------------------------------- | --- |
| • Trường Sa (长沙市)                                                 | Nhạc Lộc (岳麓区) Phù Dung (芙蓉区) Thiên Tâm (天心区) Khai Phúc (开福区) Vũ Hoa (雨花区)      | thành phố cấp huyện Lưu Dương (浏阳市) Trường Sa (长沙县), Vọng Thành (望城县) Ninh Hương (宁乡县) |
| • Chu Châu (株洲市)                                                  | Thiên Nguyên (天元区) Hà Đường (荷塘区) Lô Tùng (芦淞区) Thạch Phong (石峰区)                  | thành phố cấp huyện Lễ Lăng (醴陵市) Chu Châu (株洲县), Viêm Lăng (炎陵县) Trà Lăng (茶陵县), Du huyện (攸县) |
| • Tương Đàm (湘潭市)                                                 | Nhạc Đường (岳塘区) Vũ Hồ (雨湖区)                                                             | thành phố cấp huyện Tương Hương (湘乡市) thành phố cấp huyện Thiều Sơn (韶山市) Tương Đàm (湘潭县) |
| • Hành Dương (衡阳市)                                                | Nhạn Phong (雁峰区) Châu Huy (珠晖区) Thạch Cổ (石鼓区) Chưng Tương (蒸湘区) Nam Nhạc (南岳区) | thành phố cấp huyện Lỗi Dương (耒阳市) thành phố cấp huyện Thường Ninh (常宁市) Hành Dương (衡阳县), Hành Đông (衡东县) Hành Sơn (衡山县), Hành Nam (衡南县) Kỳ Đông (祁东县) |
| • Thiệu Dương (邵阳市)                                               | Song Thanh (双清区) Đại Tường (大祥区) Bắc Tháp (北塔区)                                       | thành phố cấp huyện Vũ Cương (武冈市) Thiệu Đông (邵东县), Động Khẩu (洞口县) Tân Thiệu (新邵县), Tuy Ninh (绥宁县) Tân Ninh (新宁县), Thiệu Dương (邵阳县) Long Hồi (隆回县) huyện tự trị dân tộc Miêu Thành Bộ (城步苗族自治县) |
| • Nhạc Dương (岳阳市)                                                | Nhạc Dương Lâu (岳阳楼区) Vân Khê (云溪区) Quân Sơn (君山区)                                   | thành phố cấp huyện Lâm Tương (临湘市) thành phố cấp huyện Mịch La (汨罗市) Nhạc Dương (岳阳县), Tương Âm (湘阴县), Bình Giang (平江县) Hoa Dung (华容县) khu quản lý Khuất Nguyên (屈原管理区) |
| • Thường Đức (常德市)                                                | Vũ Lăng (武陵区) Đỉnh Thành (鼎城区)                                                           | thành phố cấp huyện Tân Thị (津市市) Lễ huyện (澧县), Lâm Lễ (临澧县) Đào Nguyên (桃源县), Hán Thọ (汉寿县) An Hương (安乡县), Thạch Môn (石门县) |
| • Trương Gia Giới (张家界市)                                         | Vĩnh Định (永定区) Vũ Lăng Nguyên (武陵源区)                                                   | Từ Lợi (慈利县), Tang Thực (桑植县) |
| • Ích Dương (益阳市)                                                 | Hách Sơn (赫山区) Tư Dương (资阳区)                                                            | thành phố cấp huyện Nguyên Giang (沅江市) Đào Giang (桃江县), Nam huyện (南县), An Hóa (安化县) khu quản lý Đại Thông Hồ (大通湖管理区) |
| • Sâm Châu (郴州市)                                                  | Bắc Hồ (北湖区) Tô Tiên (苏仙区)                                                               | thành phố cấp huyện Tư Hưng (资兴市) Nghi Chương (宜章县), Nhữ Thành (汝城县) An Nhân (安仁县), Gia Hòa (嘉禾县) Lâm Vũ (临武县), Quế Đông (桂东县) Vĩnh Hưng (永兴县), Quế Dương (桂阳县) |
| • Vĩnh Châu (永州市)                                                 | Lãnh Thủy Than (冷水滩区) Linh Lăng (零陵区)                                                   | Kỳ Dương (祁阳市), Lam Sơn (蓝山县) Ninh Viễn (宁远县), Tân Điền (新田县) Đông An (东安县), Giang Vĩnh (江永县) Đạo huyện (道县), Song Bài (双牌县) huyện tự trị dân tộc Dao Giang Hoa (江华瑶族自治县) |
| • Hoài Hóa (怀化市)                                                  | Hạc Thành (鹤城区)                                                                             | thành phố cấp huyện Hồng Giang (洪江市) Hội đồng (会同县), Nguyên Lăng (沅陵县) Thần Khê (辰溪县), Tự Phổ (溆浦县) Trung Phương (中方县) huyện tự trị dân tộc Đồng Tân Hoảng (新晃侗族自治县) huyện tự trị dân tộc Đồng Chỉ Giang (芷江侗族自治县) huyện tự trị dân tộc Đồng Thông Đạo (通道侗族自治县) huyện tự trị dân tộc Miêu, Đồng Tĩnh Châu (靖州苗族侗族自治县) huyện tự trị dân tộc Miêu Ma Dương (麻阳苗族自治县) khu quản lý Hồng Giang (洪江管理区) |
| • Lâu Để (娄底市)                                                    | Lâu Tinh (娄星区)                                                                              | thành phố cấp huyện Lãnh Thủy Giang (冷水江市) thành phố cấp huyện Liên Nguyên (涟源市) Tân Hóa (新化县), Song Phong (双峰县) |
| • Châu tự trị dân tộc Thổ Gia, Miêu Tương Tây (湘西土家族苗族自治州) | • Châu tự trị dân tộc Thổ Gia, Miêu Tương Tây (湘西土家族苗族自治州)                           | thành phố cấp huyện Cát Thủ (吉首市) Cổ Trượng (古丈县), Long Sơn (龙山县) Vĩnh Thuận (永顺县), Phượng Hoàng (凤凰县) Lô Khê (泸溪县), Bảo Tĩnh (保靖县) Hoa Viên (花垣县) |